# 中和镇 (获嘉县)
中和镇，是中华人民共和国河南省新乡市获嘉县下辖的一个乡镇级行政单位。

## 行政区划
中和镇下辖以下地区：
东街村、东小吴村、北街村、西街村、南街村、西小吴村、羊二庄村、小官庄村、后寺村、三刘庄村、前五福村、后五福村、小营村和大官庄村。